# Band Baaja Baaraat
Banda Baaja Baaraat, noto anche con l'acronimo BBB, è un film bollywoodiano del 2010 diretto dall'esordiente Maneesh Sharma, interpretato da Anushka Sharma e Ranveer Singh nei ruoli principali. Prodotto e distribuito dalla Yash Raj Films, il film è una commedia romantica ambientata nel mondo dei wedding planner. È stato distribuito nelle sale cinematografiche il 10 dicembre 2010. Il sito Hindi Review Gang gli ha attribuito un punteggio di 6,5/10, riportando recensioni generalmente positive. Band Baaja Baaraat è stato un successo di critica e commerciale, nonostante la concorrenza iniziale dei film No Problem e Tees Maar Khan.

## Trama
Bittoo Sharma è un ragazzo di Delhi, allegro e amante del divertimento. Il ragazzo raccoglie soldi dai compagni per intrufolarsi ad una festa di matrimonio per scroccare un pasto decente. Shruti Kakkar è una assistente dell'organizzatrice del matrimonio; nota Bittoo e sospetta che non sia un invitato e che sia entrato solo per mangiare gratis. Lo affronta ma Bittoo riesce a conquistare la fiducia del padrone di casa. Quando vede Shruti ballare, Bittoo non resiste alla tentazione di farle un video. Con l'inganno riesce a scoprire il nome della scuola che Shruti frequenta e il giorno dopo la insegue sull'autobus e le regala il DVD che ha realizzato. Shruti non è interessata a Bittoo, anzi, gli rivela che il suo interesse principale nella vita non sono i ragazzi ma costituire una propria attività di wedding planner. L'entusiasmo di Bittoo è presto smorzato da Shruti, che si lancia in una lunga presentazione della sua idea di business.
Il padre di Bittoo vorrebbe farlo tornare al villaggio a lavorare nei campi di canna da zucchero della famiglia, mentre i genitori di Shruti vorrebbero farla sposare il più presto possibile. Shruti fa un patto con i suoi genitori: si prenderà 5 anni per realizzare il suo progetto e poi potranno organizzarle il matrimonio con l'uomo che vorranno. Quando il padre di Bittoo prova a riportarlo al villaggio, Bittoo rifiuta e come scusante inventa che non può andare perché sta iniziando l'attività di wedding planner. Va quindi da Shruti per proporle di mettersi in società, ma lei rifiuta perché è preoccupata da eventuali complicazioni sentimentali. Bittoo promette che questo non sarà mai un problema, ma Shruti non è comunque interessata.
Shruti, con Bittoo che la insegue, va ad appuntamento con Chanda, una famosa wedding planner, nella speranza di farsi assumere e introdursi così nell'ambiente dei matrimoni di alta classe. Chanda non mostra alcun interesse per Shruti ma per caso perde uno dei suoi collaboratori e propone il lavoro a Bittoo. Bittoo accetta solo a condizione che sia lui che Shruti vengono assunti insieme. Lavorando, Shruti scopre che Chanda truffa i clienti, imbrogliando sui costi addebitati alle famiglie. Più tardi, il padre furioso di una sposa affronta Chanda, che invece dà la colpa a Shruti. Bittoo non tollera un simile comportamento e porta via Shruti, dando così il via alla società alla pari. Il loro primo lavoro è a basso budget ma di grande successo. La coppia prosegue l'attività programmando un numero sempre crescente di matrimoni, lavorando incredibilmente bene in squadra. Infine, nel tentativo di puntare sempre più in alto, riescono a ottenere il primo grande cliente soffiandolo a Chanda. Il progetto otterrà poi un enorme successo. Con i collaboratori si riuniscono per festeggiare ed entrambi alzano un po' il gomito. Un abbraccio amichevole si trasforma in qualcosa di più e i due fanno l'amore. Bittoo resta sveglio tutta la notte, preoccupato per quello che era successo.
Quando Shruti inizia a chiamarlo "caro", Bittoo si sente a disagio. Non volendo ferire i suoi sentimenti, nei giorni successivi Bittoo fa finta di niente, mentre Shruti si rende conto di essersi innamorata di lui. Sapendolo preoccupato per quanto è successo, Shruti cerca di rassicurare Bitto dicendogli che la notte passata insieme non ha avuto alcun risvolto sentimentale. Sollevato, lui le dice che per lui era lo stesso, rifacendosi alla regola di Shruti che amore e affari non vanno d'accordo. Shruti finge di essere d'accordo, ma quando resta sola inizia a piangere. Questo crea un clima di tensione tra i due che alla fine porta Shruti a commettere un errore con l'audio di un matrimonio. I due litigano duramente e Shruti scioglie la società, costringendo Bittoo a lasciare l'azienda. Bittoo minaccia di mettersi in proprio e i due si separano. Entrambi si rimettono al lavoro, ognuno per conto proprio, sparlando l'uno dell'altro con i clienti. Ma da soli non sono in grado di gestire tutto il lavoro e in breve finiscono per soffrire perdite enormi, coprendosi entrambi di debiti.
Quando finalmente hanno la possibilità di ottenere un grosso contratto scoprono che l'assegnazione dell'incarico li costringerebbe a lavorare insieme come prima. Non potendone fare a meno, concordano di collaborare nuovamente per un solo matrimonio, nella speranza di recuperare le perdite subite. Quando l'ospite d'onore è costretto a tirarsi indietro all'ultimo minuto, Bittoo e Shruti si esibiscono insieme. Lo spettacolo è un vero e proprio successo tanto che il giorno dopo Bittoo propone a Shruti di rimettersi in società. Shruti rifiuta l'offerta, dicendogli che a breve si sposerà e si trasferirà a Dubai. Bittoo rimane sorpreso e sbalordito.
Mentre i preparativi per il matrimonio vanno avanti, Bittoo assilla Shruti sul suo fidanzamento, sostenendo che non dovrebbe allontanarsi dai genitori e che Dubai non è adatta a lei. Non riuscendo a convincerla, Bittoo l'accusa di sposarsi per farlo ingelosire perché segretamente innamorata di lui e per vendicarsi del suo amore non ricambiato nonostante la notte insieme. Shruti si rifiuta di rispondere. Gli risponde che non lo fa per vendetta, ma per il suo benessere e per accontentare i genitori. Ammette però di essere innamorata di lui.
Al pensiero di perderla per sempre, Bittoo si rende conto di esser sempre stato innamorato di Shruti ma di aver sempre avuto troppa paura di ammetterlo. Nel disperato tentativo di riconquistarla, Bittoo telefona al fidanzato di Shruti dicendogli di fare marcia indietro e che Shruti era solo sua. Quando lo viene a sapere, Shruti corre a cercare Bittoo e lo affronta. Bittoo le dice di averla sempre amata e di essere stato un pazzo a fuggire dal suo amore. Shruti rompe il fidanzamento e i due si scambiano un bacio appassionato.

## Sviluppo
La Yash Raj Films ha annunciato il progetto senza darne il titolo il 4 febbraio 2011. Maneesh Sharma, che è stato collaboratore e assistente alla regia della Yash Raj Films in titoli come Fanaa, Aaja Nachle e Rab Ne Bana Di Jodi, ha fatto il suo esordio alla regia proprio con questo film. Sharma ha inoltre contribuito alla trama del film, ma la sceneggiatura finale è stata scritta da Habib Faisal, un autore che aveva già lavorato su una serie di altre commedie romantiche targate YRF, come Salaam Namaste, Ta Ra Rum Pum e Jhoom Barabar Jhoom. Sharma lo ha descritto come "una tipica storia di Delhi, essenzialmente ispirata dagli eventi della propria vita". Film a relativamente basso budget, costato 100 milioni di rupie (poco più di due milioni di dollari dell'epoca), Banda Baaja Baaraat è stato prodotto da Aditya Chopra e dai produttori esecutivi Aashish Singh e Sanjay Shivalkarr.

## Casting
L'attrice Anushka Sharma è la protagonista femminile del film, completando così il contratto di tre film che aveva firmato per poter recitare in “Rab Ne Bana Di Jodi”, il suo primo film.
Per la parte del protagonista maschile è stato scritturato Ranveer Singh, nativo di Mumbai, un esordiente senza nessuna esperienza di recitazione, che aveva impressionato il produttore Aditya Chopra ai provini tanto da ingaggiarlo dopo la sua prima audizione facendogli firmare un contratto per tre film.

## Le riprese
Le riprese sono iniziate a Delhi il 4 febbraio 2010, lo stesso giorno in cui la società di produzione lo ha annunciato ai media. In un articolo del 18 febbraio dell'Hindustan Times, Minakshi Saini ha riferito che la mattina precedente erano state fatte delle riprese nel sobborgo ovest di Delhi, Subhash Nagar. Lo status di esordiente di Ranveer Singh ha portato molti a speculare su chi fosse il vero protagonista, se Ranbir Kapoor, Ranvir Shorey oppure Ritesh Deshmukh. Gli agenti di polizia sono stati chiamati per proteggere il set dai curiosi e alcuni di loro si sono lamentati del dover star fuori al freddo per attori pressoché sconosciuti. Il film prevedeva anche un bacio tra i protagonisti, che ha richiesto un singolo ciak. Secondo quanto riferito, Singh ha colpito accidentalmente la Sharma durante le riprese di una scena intensa. Oltre a Subhash Nagar, le riprese sono state effettuate anche a Janakpuri, all'Università di Delhi, a Delhi nord e Delhi sud, Ring Road, Mehrauli Farms e Akbar Road. Alcune scene sono state girate anche nell'almamater del regista Maneesh Sharma, il campus universitario del Hans Raj College. Riprese del film sono inoltre state girate a Mumbai a marzo e ad aprile in Rajasthan.

## Colonna sonora
La colonna sonora del film è stata composta dal duo Salim-Sulaiman, che ha composto le musiche per molte altre produzioni Yash Raj Films tra cui “Rab Ne Bana Di Jodi”, che vedeva già la presenza di Anushka Sharma con il regista Maneesh Sharma, all'epoca assistente alla regia. I testi delle varie canzoni sono state scritte da Amitabh Bhattacharya e cantate da Sunidhi Chauhan, Benny Dayal, Shreya Ghoshal, Natalie Di Luccio, Himani Kapoor, Harshdeep Kaur, Labh Janjua, Shrraddha Pandit, Master Saleem, Sukhwinder Singh, Amitabh Bhattacharya e Salim Merchant.
La colonna sonora è stata presentata il 19 ottobre 2010 presso la Yash Raj Studios di Andheri, a Mumbai, ed è stata immessa in commercio il 3 novembre con un evento promoazionale presso lo store Reliance TimeOut di Bandra. L'album si compone di nove brani, tra cui due remix.

### Tracce
1. Salim Merchant & Sunidhi Chauhan – Ainvayi Ainvayi – 4:27
2. Benny Dayal & Salim Merchant – Tarkeebein – 4:49
3. Shreya Ghoshal & Natalie Di Luccio – Aadha Ishq – 4:43
4. Benny Dayal & Himani Kapoor – Dum Dum – 5:10
5. Amitabh Bhattacharya & Salim Merchant – Mitra – 4:02
6. Harshdeep Kaur, Labh Janjua & Salim Merchant – Baari Barsi – 4:42
7. Salim Merchant & Shrraddha Pandit – Band Baaja Baaraat (Theme) – 1:52
8. Master Saleem & Sunidhi Chauhan – Ainvayi Ainvayi (Dilli Club Mix) – 3:45 (Remix by Abhijit Vaghani)
9. Sukhwinder Singh & Himani Kapoor – Dum Dum (Sufi Mix) – 4:29 (Remix by Abhijit Vaghani)

Durata totale: 37:59

## Ricezione
La colonna sonora ha ottenuto un'accoglienza generalmente media, tendente al positivo, con commenti positivi soprattutto per Ainvayi Ainvayi (SawfNews ha dichiarato che "probabilmente si andrà a vedere il film solo per questa canzone") e concordando sul fatto che l'album è superiore rispetto alla precedente colonna sonora realizzate per Teen Patti, mentre molti hanno criticato Dum Dum per la somiglianza con precedenti lavori di Salim-Sulaiman. Scrivendo per ApunKa Choice, Usha Lakra ha intitolato la sua recensione "Band, Baaja , Bland", e ha osservato che mentre "l'album ha i suoi momenti validi", "le tracce sono composte rigorosamente tenendo presente il tema del film" e che Ainvayi Ainvayi era il pezzo migliore dell'album.

## Promozione
Il trailer di Band Baaja Baaraat e il sito ufficiale sono stati presentati il 19 ottobre 2010, un paio di mesi prima dell'uscita nelle sale. Oltre alla sinossi e al trailer del film, il sito conteneva inizialmente anche cinque sfondi desktop per il desktop da scaricare. Il numero di sfondi disponibili in seguito crebbe fino a venticinque e il sito infine permetteva ai visitatori di inviare e-cards con delle cartoline virtuali soprannominate "Band Baaj-O-Grams". Un certo numero di concorsi sono stati organizzati dalla Yash Raj Films, tra cui uno in cui l'azienda, insieme ai partner Radio Mirchi e BIG Cinemas, ha offerto alla coppia vincente un matrimonio gratis nel mese di dicembre, contestualmente all'uscita del film e in teoria organizzato dai protagonisti del film, ed un altro con in palio un viaggio in Svizzera per visitare i luoghi delle riprese dei vari film Yash Raj Films Productions. Oltre al sito web, Yash Raj Films inoltre ha regolarmente aggiornato le pagine ufficiali su Facebook e Twitter e un blog Blogspot, allo scopo di raggiungere il più ampio pubblico possibile. L'azienda, infine, ha caricato una serie di video sul proprio account YouTube, compreso il trailer ed anche diversi video per promuovere le canzoni Tarkeebein e Ainvayi Ainvayi.

## Ricezione critica
Il film haricevuto recensioni positive da tutta la critica. Taran Adarsh di Bollywood Hungama ha dato 4/5 stelle commentando "Per fortuna, Banda Baaja Baaraat funziona ad ogni livello. La scrittura è scoppiettante, la realizzazione è ottimale e i protagonisti guidano il film verso la destinazione senza problemi. Naturalmente, c'è qualche rallentamento a metà del film, ma resta il fatto che Band Baaja Baaraat è senza dubbio uno dei film più interessanti della casa di produzione."

## Box Office
Il film ha aperto il weekend con un incasso inferiore ad 1 crore. Ha incassato 9.50 crore nella prima settimana, 7.50 crore nel secondo fine settimana e 17 crore nelle due successive settimane di programmazione. Il film è stato dichiarato un “Super Hit" di Box Office India, incassando complessivamente circa 23.31 crore.